# Carl Carlsen (skuespiller)
Carl Peter Carlsen (17. november 1891 – 2. februar 1965) var en dansk skuespiller.
Han voksede op på Vesterbro. Han viste sine teatererfaringer ved Arbejdernes Teater på Enghavevej i diverse børneroller. I 1913 debuterede han som skuespiller på Rønne Teater.

## Filmografi
- Panserbasse (1936)
- Avismanden (1952)
- Vejrhanen (1952)
- Soldaterkammerater på sjov (1962)

## Ekstern kilde/henvisning
- Carl Carlsen på Internet Movie Database (engelsk)
- Carl Carlsen på Filmdatabasen
- Carl Carlsen på danskefilm.dk
- Carl Carlsen på danskfilmogtv.dk
- Carl Carlsen på The Movie Database (engelsk)